# Aregue
Aregue est la capitale de la paroisse civile de Chiquinquirá de la municipalité de Torres de l'État de Lara au Venezuela. 